# Tiszaszőlős
Tiszaszőlős es un pueblo ubicado en el distrito de Tiszafüred, condado de Jász-Nagykun-Szolnok, Hungría.

## Superficie
Posee una superficie de 47,79 kilómetros cuadrados.

## Demografía
Hasta 2022 la población era de 1397 habitantes, con una densidad de población de 29,23 habitantes por kilómetro cuadrado.